# 宇都宮市立姿川中学校
宇都宮市立姿川中学校（うつのみやしりつ すがたがわちゅうがっこう）は、栃木県宇都宮市西川田町にある公立中学校。

## 沿革
- 1947年4月 - 姿川村立中央小学校に間借りして、姿川村立姿川中学校として創立
- 1948年11月10日 - 現在地に校舎新築し式典実施しこの日を創立記念日と制定した[1]
- 1956年4月 - 宇都宮市立姿川中学校に改称
- 1965年2月 - 体育館兼講堂落成
- 1976年3月 - 校舎建築第一期工事完了
- 1977年
  - 8月 - 校舎建築第二期工事完了
  - 9月 - 部室、倉庫、東門、舗装完成
- 1979年
  - 3月 - 玄関前築山、緑地完成
  - 3月 - 体育館移転、旧体育館は姿川公民館附属体育館となる
- 1981年1月 - 体育館完工、落成式
- 1982年4月 - 通学区一部変更、宇都宮市立若松原中学校への分離
- 2021年
  - 9月30日 - 姿川地区市民センター附属体育館解体工事公告[2]
  - 11月 - 女子用スラックス導入（現行の吊りスカートと併存）

## 通学区域
宇都宮市
- 大塚町[3]
- 上欠町の一部
- 鷺の谷町
- 下欠町

- 下砥上町の一部
- 鶴田町の一部
- 西川田町
- 西川田1-5丁目

- 西川田本町1-4丁目
- 西川田南1丁目、2丁目の一部
- 東浦町
- 東原町

- 双葉3丁目
- 幕田町の一部
- 八千代1-2丁目
- 大和2丁目の一部、3丁目

## 出身者
- hiroko - 歌手、元mihimaru GTのボーカル[4]
- 伊澤星花 - 総合格闘家